# Okklusion (Pharmazie)
Unter Okklusion versteht man in der Galenik das luft- und wasserundurchlässige Abdecken von Hautarealen. Dies führt zu einem Feuchtigkeitsstau in der Hornschicht der Haut (Stratum corneum) und infolgedessen zu Quellung. Das erhöhte Wasserangebot erleichtert das Eindringen vieler pharmazeutischer Wirkstoffe (Wirkstoffpenetration).
Erstmals wurde 1954 bewiesen, dass höhermolekulare Stoffe mithilfe der Okklusion durch die Haut in den Körper penetrieren. In der Praxis wird eine Okklusion entweder durch Salben auf der Grundlage von Kohlenwasserstoffen (beispielsweise Vaseline) oder von Wollwachsalkoholen (beispielsweise Unguentum Alcoholum Lanae) oder durch Okklusivfolien aus Kunststoff erreicht.
Üblicherweise werden okklusive Verfahren zur Therapie von Wunden oder Hautkrankheiten eingesetzt. Allerdings kann die erhöhte Durchlässigkeit der Haut auch dazu genutzt werden, pharmazeutische Wirkstoffe für die Behandlung anderer Erkrankungen durch ein auf die Haut geklebtes Wirkstoffdepot (transdermales Pflaster) zu applizieren.
Die zumeist öligen Okklusiva bilden eine okklusive Schicht auf dem Stratum corneum und reduzieren so den transepidermalen Wasserverlust (TEWL). Daneben wirken sie gleichzeitig als Emollientien. Eine Reduktion des transepidermalen Wasserverlustes um mehr als 40 % durch Okklusiva ist nicht sinnvoll, da eine Mazeration der Haut mit steigender Bakterienbesiedlung die Folge sind. Okklusiva sind nur wirksam, so lange sie auf der Haut verweilen; nach ihrer Entfernung steigt der transepidermale Wasserverlust wieder auf die ursprünglichen Werte an.
Sehr wirksame Okklusiva sind Vaseline (mit einer Wasserverdunstungsresistenz die 170-mal so hoch ist wie die des Olivenöls) und Mineralöl (Weißöl). Der Nachteil dieser hoch wirksamen Okklusiva ist jedoch das kosmetisch oft nicht akzeptable Problem einer starken „Schmierigkeit“, so dass sie meist nur in Kombination mit anderen Wirkstoffen verwendet werden.
Weitere, häufig verwendete okklusive Substanzen sind Paraffin, Sojabohnenöl, Dimethikon, Cyclomethicon, Propylenglykol, Squalen, Bienenwachs und Wollwachs.
Dimethikon (2-Dimethylsiloxan-Glycol-Copolymer) wirkt wie Cyclomethicon auch als Emolliens, Feuchthaltemittel und Stabilisator und kann die kosmetische Akzeptanz des Produktes erhöhen. Es wird daher heute vielfach topischen Dermatakosmetika beigefügt.  Da die chemische Grundstruktur von Dimethikon einem Silikonöl entspricht, ist es jedoch nicht unumstritten.